# Janov, Svitavy
Janov là một làng thuộc huyện Svitavy, vùng Pardubický, Cộng hòa Séc.